# Henri Padovani
Henri Padovani, född 13 oktober 1952 i Bastia, Korsika, är en fransk musiker och den ursprunglige gitarristen i det engelska popbandet The Police.  1977 ersattes han av Andy Summers.
Efter att ha lämnat Police har Padovani fortsatt som musiker i band som Wayne County & the Electric Chairs och instrumentalbandet Flying Padovanis. Det sistnämnda bandet släppte två album: Font L'Enfer och They Call Them Crazy innan det upphörde 1987. Senare har Padovani bland annat spelat på ett hyllningsalbum tillägnat Johnny Thunders.
Padovani hade en chefspost på IRS Records mellan 1984 and 1994 och var sedan manager för den italienske sångaren Zucchero i fem år.
Efter fem sabbatsår bestämde sig Padovani för att återvända till gitarrspelandet. Han släppte ett soloalbum, à croire que c'était pour la vie i april 2006. På låten "Welcome Home" medverkar de två andra originalmedlemmarna från The Police: Sting och Stewart Copeland. Samtidigt gavs Padovanis självbiografiska bok - Secret Police Man - ut. Den handlar om upplevelserna i Londons musikervärld före och under tiden i Police.